# Klavierkonzert (Dvořák)
Das Konzert g-Moll für Klavier und Orchester op. 33 (B 63) ist das einzige Klavierkonzert des böhmischen Komponisten Antonín Dvořák und das erste von drei großen Orchesterwerken mit Solo-Instrumenten. Es entstand 1876, wurde 1878 uraufgeführt und schließlich 1883 gedruckt. Dvořák widmete dieses Werk dem führenden Musikästhetiker seiner Zeit, Eduard Hanslick.

## Entstehungsgeschichte
Dvořáks Klavierkonzert entstand in den Monaten August und September des Jahres 1876, kurz nachdem er sein Werk Klänge aus Mähren op. 32 fertig gestellt hatte. Angeregt zu diesem Werk wurde Dvořák durch den aufstrebenden und hochtalentierten tschechischen Pianisten Karel Slakovský, der mit dem Orchester des tschechischen Interimstheaters unter der Leitung von Adolf Čech am 24. März 1878 auf der Slawischen Insel (Slovanský ostrov) in Prag die Uraufführung zu Gehör brachte. Die lange Phase zwischen erster Fertigstellung und Uraufführung war dadurch bedingt, dass Dvořák noch zahlreiche Revisionen und Anpassungen am Werk selbst vornahm und anschließend bis zur endgültigen Veröffentlichung im Jahr 1883 sowohl durch ihn als auch durch mehrere Verleger und Pianisten weitere Veränderungen eingearbeitet wurden. Auch Jahre später wurde es immer wieder mal an einigen Stellen verändert, so beispielsweise durch den Klavierpädagogen Vilém Kurz.
Entdeckungen zu Beginn des 21. Jahrhunderts durch das Mährische Landesmuseum in Brünn belegen dazu, dass in den späteren Fassungen bis zur endgültigen Fertigstellung vor allem ein größerer Wert auf die virtuose Ausarbeitung des Klavierparts gelegt wurde.

## Form und Charakteristik
Das romantische Klavierkonzert ist gesetzt für Piano und Orchester, welches mit zwei Flöten, zwei Oboen, zwei Klarinetten, zwei ((Fagotte))n, zwei Hörnern, zwei Trompeten, Pauke und Streichern besetzt ist. Obwohl sich das Werk an die traditionelle Struktur von drei Sätzen hält, widersetzt es sich dem herrschenden Zeitgeist, da das Klavier nicht die dominierende, hochvirtuose und mit vielen technischen Raffinessen gespickte Rolle spielt, sondern als gleichberechtigter Partner des Orchesters an die Entwicklung der Themen beteiligt ist. Dies begründet auch die nachträglichen – vor allem von Pianisten gewünschten – oben erwähnten Veränderungen am Klavierpart, um diesen dadurch aufzuwerten.
Das Konzert enthält drei Sätze:
1. Allegro agitato (g-Moll)
2. Andante sostenuto (D-Dur)
3. Allegro con fuoco (g-Moll-> G-Dur)

Die durchschnittliche Aufführungsdauer beträgt etwa 35 Minuten.

## Sätze

### 1. Satz: Allegro agitato
Im Kopfsatz werden in abweichender Sonatenform drei zentrale Themen verarbeitet. In den ersten sechs Takten (mit Achtelnachtakt) wird das erste Thema vorgestellt, das zuerst in Dur, daraufhin in Moll verarbeitet wird, bis das Klavier in Takt 66 mit einem Übergang einsetzt und das Orchester in den Hintergrund gelangt. Das als Kontrast gedachte Seitenthema in B-Dur, das an slawische Tänze erinnert, erscheint in Takt 77, wobei der Vordersatz (1 Takt) dreimal wiederholt wird und der Nachsatz (1 Takt) erneut in den variierten Seitensatz überleitet. Dies geschieht viermal. Danach wird das erste Thema motivisch so lange verarbeitet, bis es in Takt 103 im Klavier in F-Dur erscheint. Nachdem das Orchester dies erwidert, übernimmt zunächst das Klavier das nun in Moll gehaltene Thema, das anschließend vom Orchester erwidert wird. Es folgen motivische Verarbeitungen, wobei in Takt 152 ein neues, drittes, Thema erscheint, welches bis Takt 171, wo eine Überleitung in die Durchführung stattfindet, verarbeitet wird. Nun folgt die motivische Arbeit in weiteren Tonarten. Zwischen Takt 238 und Takt 266 spielt das Orchester erneut alleine, bevor für vier Takte nur das Klavier zu hören ist. Mit Takt 333 beginnt die Reprise, wobei untypisch ist, dass auch hier Tonarten wie G-Dur oder C-Dur verwendet werden. Mit Takt 483 setzt die Kadenz ein, in deren Verlauf das Klavier bis Takt 513 solo spielt. Am Ende des Satzes werden alle Themen verarbeitet wiedergegeben.

### 2. Satz Andante sostenuto
In den ersten fünf Takten wird das erste Thema, das nur mit wenigen rhythmischen Elementen gespickt ist, im Orchester vorgestellt, anschließend im Klavier etwas verkürzt nachbearbeitet. Zwischen Takt 10 und 16 gibt es eine Überleitung in das zweite Thema mit seiner melodischen Ornamentik und sanften Instrumentierung, welches zunächst im Klavier beginnt und nach einem Zwischenspiel erneut erscheint. Es folgt ab Takt 35 der Mittelteil und ab Takt 72 werden die Themen in veränderter Form wieder dargestellt.

### 3. Satz: Allegro con fuoco
Der dritte Satz behandelt erneut drei Themen, und die ersten 39 Takte kann man als Introduktion durch das Klavier ansehen, wobei das immer wiederkehrende Motiv (Thema) aus zwei Takten besteht. Dvořák stellt in Takt 40 das sechstaktige erste Thema im Klavier vor, das im Vordersatz vom Klavier und im Nachsatz vom Orchester dargestellt wird und nach einer kleinen Überleitung von Skalen ab Takt 67 erneut im Klavier erscheint. Über motivische Verarbeitungen kommt in Takt 103 ein neuer Abschnitt hinzu: in H-Dur und D-Dur (ab Takt 123) entsteht ein neues Thema, welches nur kurz verarbeitet wird. In Takt 164 ist erneut eine Überleitung in g-Moll eingebaut, wobei ab Takt 190 wieder das Einführungsthema erscheint. In Takt 216 wird ein 2/8 Takt gespielt, der zugleich den Beginn des Mittelteils darstellt. Nach einem Übergang wird das dritte, zweitaktige Thema ab Takt 225 mehrfach dargestellt und bis Takt 245 verarbeitet. Ab Takt 263 erscheint ein weiteres Motiv. Nach weiteren Verarbeitungen der Motive wird das erste Motiv verändert wiederholt. Zudem wird durch Takt und Tonart ein neuer Abschnitt angezeigt: das Klavier übernimmt eine begleitende Funktion, und das Orchester verarbeitet im Bass das erste Motiv. Ab Takt 362 leitet Dvořák eine Überarbeitung des ersten Themas in der linken Hand des Klaviers ein, die ab Takt 388 einsetzt. In Takt 400 beginnt ein weiteres zweitaktiges, sich wiederholendes Thema in G-Dur, bei dem in Takt 410 das Klavier mit einer Überleitung einsetzt und in Takt 420 das Thema übernimmt, während das Orchester begleitet. Ab Takt 453 spielt schließlich das Orchester das Thema, während das Klavier pausiert, wobei ab Takt 461 diese Rollen getauscht werden. Erneut übernimmt das Orchester für vier Takte die Führung, die von Takt 478 bis Takt 485 in eine Überleitung übergeht. Bis Takt 567 werden die Themen und Überleitungen abwechselnd vom Klavier und Orchester solo sowie beide Parteien zusammen, dargestellt.

## Aufnahmen (Auswahl)
- Swjatoslaw Richter, Bayerisches Staatsorchester, Carlos Kleiber. EMI.
- Rustem Hayroudinoff, BBC Philharmonic, Gianandrea Noseda. Chandos Records.
- Garrick Ohlsson, Tschechische Philharmonie, Jiri Behlohlavek. Decca.
- Rudolf Firkušný, Saint Louis Symphony Orchestra, Walter Susskind. VOX.